# Тверской ипподром
Тверско́й областно́й ипподро́м — ипподром в Центральном районе Твери. Появился в 1922 году и занимает территорию 13 гектаров по улице Склизкова между Волоколамским проспектом и проспектом Чайковского. Пять конюшен на 160 мест, беговая дорожка на 1010 метров, рабочие дорожки — на 700 и 800 метров. По состоянию на 2016 год, на ипподроме находятся три частных конных клуба, общее поголовье насчитывает 28 лошадей. На ипподроме проводятся соревнования по выездке и конкуру, автомобильные гонки, спортивные мероприятия.
С 25 января 2012 года на ипподроме начинает работать открытый каток. В 2014 году между правительством Тверской области и ООО «Эквицентр» было подписано соглашение о реконструкции и развитии ипподрома к 2017 году в современный комплекс для проведения спортивных, выставочных, культурно-образовательных мероприятий, с объемом инвестиций 2,5 млрд рублей.